# Метод Мюллера
Метод Мюллера — итерационный численный метод для решения уравнения {\displaystyle f(x)=0} непрерывной функции. Был представлен Давидом Мюллером в 1956 году. 
Метод Мюллера развивает идею метода секущих, который строит на каждом шаге итерации прямые, проходящие через две точки на графике y = f(x). Вместо этого метод Мюллера использует три точки, строит параболу, проходящую через эти три точки, и в качестве следующего приближения берёт точку пересечения параболы и оси x.

## Рекуррентная формула
Три изначально необходимых значения обозначаются как xk, xk−1 и xk−2. Парабола, проходящая через три точки (xk, f(xk)), (xk−1, f(xk−1)) и (xk−2, f(xk−2)) по формуле Ньютона записывается следующим образом
{\displaystyle y=f(x_{k})+(x-x_{k})f[x_{k},x_{k-1}]+(x-x_{k})(x-x_{k-1})f[x_{k},x_{k-1},x_{k-2}],}
где f[xk, xk−1] и f[xk, xk−1, xk−2] суть разделённые разности. Это уравнение можно переписать в виде
{\displaystyle y=f(x_{k})+w(x-x_{k})+f[x_{k},x_{k-1},x_{k-2}]\,(x-x_{k})^{2},}
где
{\displaystyle w=f[x_{k},x_{k-1}]+f[x_{k},x_{k-2}]-f[x_{k-1},x_{k-2}].}
Следующая итерация даёт корень квадратного уравнения y = 0. Из этого выходит рекуррентная формула
{\displaystyle x_{k+1}=x_{k}-{\frac {2f(x_{k})}{w\pm {\sqrt {w^{2}-4f(x_{k})f[x_{k},x_{k-1},x_{k-2}]}}}}.}
В этой формуле знак выбирается таким образом, чтобы знаменатель был больше по абсолютной величине. Стандартная формула для решения квадратных уравнений не используется, так как это может привести к потере значимых разрядов.
Приближение xk+1 может быть комплексным числом, даже если все предыдущие приближения были вещественными, в отличие от других алгоритмов численного поиска корней (метод секущих или метод Ньютона), где приближения будут оставаться вещественными, если начинать с вещественного числа. Наличие комплексных итераций может быть как преимуществом (если ищется комплексный корень), так и недостатком (если известно, что все корни вещественные).

## Скорость сходимости
Скорость сходимости метода Мюллера составляет примерно 1,84. Её можно сравнить с 1,62 для метода секущих и 2 для метода Ньютона. Таким образом, метод секущих будет выполняться за большее число шагов, чем метод Мюллера и метод Ньютона.
Точнее, если {\displaystyle \xi } обозначает не кратный корень {\displaystyle f} (то есть {\displaystyle f(\xi )=0,\ f'(\xi )\neq 0)}, {\displaystyle f} трижды непрерывно дифференцируема, и начальные приближения {\displaystyle x_{0}}, {\displaystyle x_{1}}, и {\displaystyle x_{2}} были достаточно близки к {\displaystyle \xi }, то итерации удовлетворяют соотношению
{\displaystyle \lim _{k\to \infty }{\frac {|x-x_{k}|}{|x-x_{k-1}|^{p}}}=\left|{\frac {f'''(\xi )}{6f'(\xi )}}\right|^{(p-1)/2},}
где p ≈ 1,84 это положительный корень уравнения {\displaystyle x^{3}-x^{2}-x-1=0}.